# Refugi antiaeri de Santa Eulàlia
El refugi antiaeri de Santa Eulàlia a l'Hospitalet de Llobregat, es va descobrir el divendres 22 de novembre de 2019 pels operaris de Transports Metropolitans de Barcelona mentre feien unes obres al recinte de l'estació de metro de Santa Eulàlia. Es tracta d'una galeria de 2 metres d'alt per 1,20 d'ample, situada a uns cinc metres de profunditat, dins d'un solar entre el passatge de Colom i el carrer de Montseny. És el més important trobat fins ara i a més està molt ben conservat.
La Guerra Civil va tenir un important impacte a l'Hospitalet de Llobregat, un període marcat pel moviment anarquista als barris de Collblanc i la Torrassa, especialment, els bombardejos de l'aviació italiana i alemanya sobre la població civil i les indústries de la ciutat. Per evitar que la ciutadania fos víctima de les bombes, es van construir desenes de refugis antiaeris a l'Hospitalet sota la supervisió de la Junta de Defensa Passiva i altres a càrrec de la iniciativa privada.
Segons les primeres inspeccions tècniques realitzades per l'Ajuntament i la Generalitat, es tractaria del més important trobat a l'Hospitalet. «Pel que diuen el nostre tècnics, sembla una gran troballa i seria un espai que es podria recuperar», va dir el regidor de Cultura, David Quirós.
El refugi localitzat a Santa Eulàlia no era desconegut per als tècnics municipals, però mai s'havia descobert l'entrada, segons va explicar el director de Museu de l'Hospitalet, Josep Maria Acostumaves. «Es va fer per als treballadors de metro i les seves famílies, possiblement pugui tenir capacitat per a prop d'un centenar de persones», ha dit Acostumaves, que va assegurar que als arxius de Transports Metropolitans de Barcelona (TMB) es va trobar el plànol de l'estructura.
En paraules de el director del Museu, el refugi de Santa Eulàlia és «una mica laberíntic i allargat», amb una distribució pensada per evitar que les ones expansives de les bombes afectessin les persones refugiades i per defensar-se de qualsevol possible atac a l'interior. «El que té d'excepcional és que s'han conservat diferents llits plegables que li confereixen una originalitat a l'entorn metropolità», ha afirmat Acostumaves, que ha afegit que s'han trobat altres objectes posteriors a la Guerra Civil.
A l'Hospitalet es té constància d'una quarantena de refugis planificats, tot i que no se sap si tots es van construir. Segons Manuel Domínguez, del Centre d’Estudis de l’Hospitalet, s'ha de cercar una manera de conservar-ne uns vestigis essencials «per poder parlar de què va significar el feixisme». Tot i que no n'hi havia gaire d'objectius militars, els bombardejos feixistes hi van tocar principalment els barris de Collblanc i la Torrassa, nuclis importants de l'anarcosindicalisme.